# Jürgen Ciezki
Jürgen Ciezki (Schwerin, 27 maggio 1952 – 1º settembre 2021) è stato un sollevatore tedesco medagliato mondiale ed europeo, che ha gareggiato nella categoria dei pesi massimi.

## Carriera
Iniziò la carriera di sollevatore nel 1967. Ai campionati mondiali vinse quattro medaglie (due d'argento e due di bronzo) e ai campionati europei vinse sei medaglie (una d'argento e cinque di bronzo) tra il 1974 e il 1980. Fu campione tedesco dell'est per sei volte, nel 1972 e dal 1974 al 1978.
Partecipò ai Giochi olimpici di Montréal nel 1976, che valevano anche come campionati mondiali, giungendo al quinto posto. Non partecipò ai Giochi olimpici di Mosca nel 1980 poiché fu riscontrato positivo a un test antidoping preventivo svolto prima dei Giochi.